# RoboCup Middle Size League

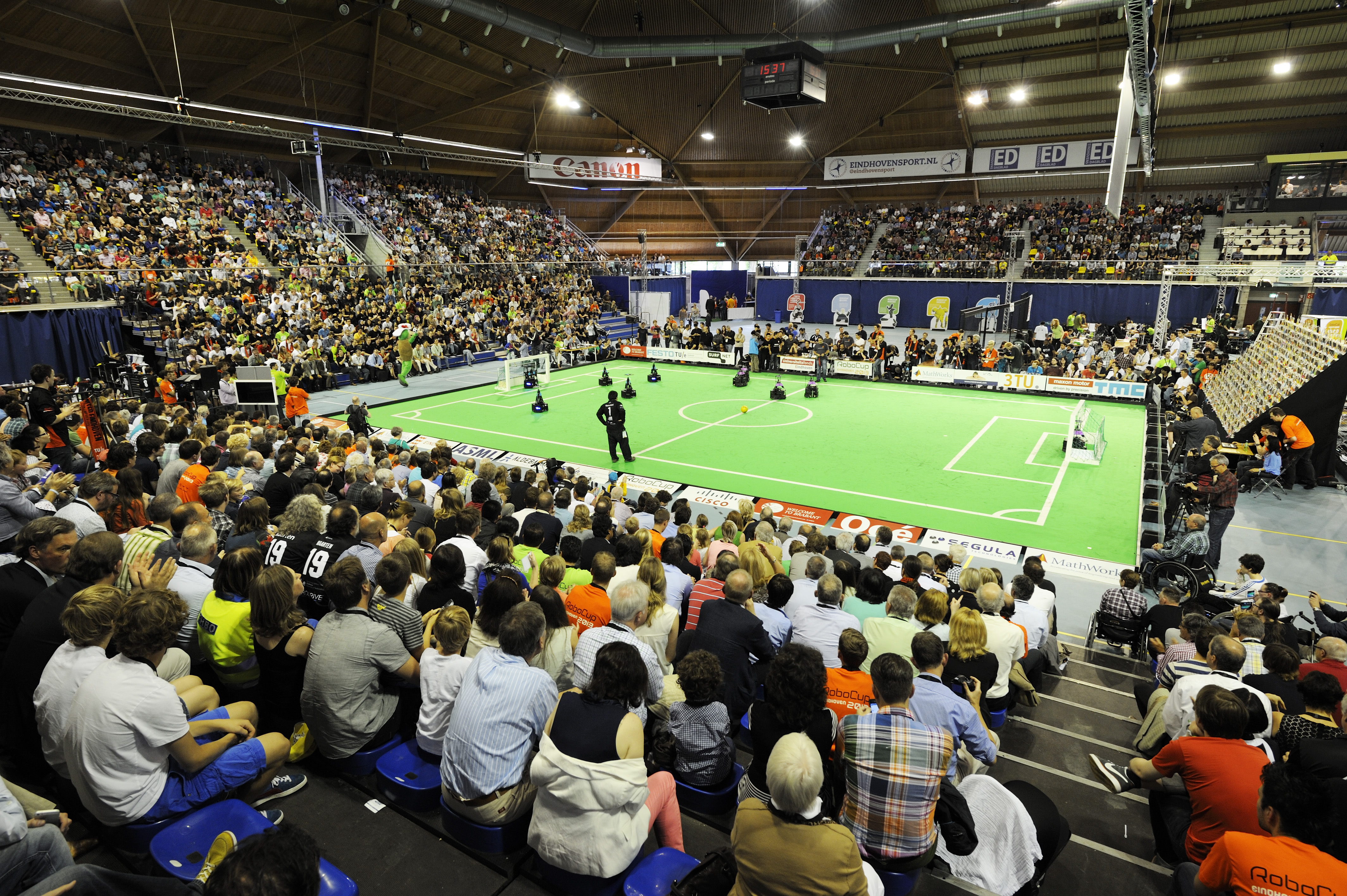
RoboCup 2013 MSL-finale in Eindhoven

De RoboCup Middle Size League (MSL) is een van de vele voetballiga's binnen RoboCup, een internationale competitie waarin autonome robots het tegen elkaar opnemen. Twee teams van vijf robots spelen voetbal tegen elkaar op een zaalvoetbalveld van 18 bij 12 meter. Elke robot heeft sensoren en een computer waarmee hij de spelsituatie analyseert. Door middel van draadloze communicatie communiceren de robots van eenzelfde team met elkaar.
Mensen mogen zich niet in het spel mengen, behalve om robots in en uit het veld te halen. Er is ook een menselijke scheidsrechter, die via de computer en een draadloos netwerk zijn beslissingen (zoals vrije trap) doorgeeft aan de robots. De robots mogen maximaal 52×52×80 cm groot zijn.

## Regels

Het speelveld:
A - Doelgebied
B - Strafschopgebied
C - Middencirkel
D - Herstartpunt
E - Penaltystip
F - Middenstip
G - Hoekschopcirkel

De regels zijn gebaseerd op de officiële FIFA-voetbalregels met een enkele aanpassing.

### Spelers
Elk team bestaat uit maximaal vijf spelers, waarvan één doelman. Zij moeten in staat zijn het spel te spelen en dus kunnen voortbewegen. De spelers moeten zelfstandig spelen: mensen mogen niet ingrijpen. Mensen mogen wel spelers in of uit het spel halen, maar alleen als de speler inactief is. Coachen is alleen toegestaan door middel van gebaren of de stem. Elk team krijgt één microfoon waarin gesproken kan worden en wanneer het spel stilligt, stuurt een computer de spraakcommando's door naar de robots.
Wanneer er een probleem is met de hardware of software van een speler mogen mensen aan de scheidsrechter vragen de speler van het veld te halen. Dertig seconden nadat de speler van het veld is gehaald, mag hij (tijdens een wedstrijdonderbreking) weer het veld betreden.
De spelers mogen maximum 40 kg wegen en moeten minimaal 30×30×40 cm groot zijn en maximaal 52×52×80 cm. De doelman mag wel tijdens het spel (maximum één seconde lang) groeien tot 60×60 cm breedte of 90 cm hoogte als het doel in gevaar is door een naderende bal. Hij mag wel slechts in één richting groeien (omhoog, links of rechts) en moet nadat hij gegroeid is minstens vier seconden wachten vooraleer hij opnieuw kan groeien.
De spelers van een team mogen met elkaar communiceren via IEEE 802.11a of IEEE 802.11b. De organisatie zorgt voor twee access points (een van type A en een van type B), de communicatie tussen de spelers moet via een van deze twee access points gaan. Mensen mogen geen gebruik maken van deze communicatiemethode.

### Wedstrijd
Een wedstrijd bestaat uit twee helften van elk 15 minuten. De scheidsrechter mag extra tijd toevoegen om te compenseren voor verloren tijd. De pauze tussen de twee helften mag niet langer dan 10 minuten duren.
Er mag niet vanuit de andere helft van een veld een doelpunt gemaakt worden. Wanneer een robot toch met een lobbal probeert te scoren vanuit de andere kant van het veld krijgt de tegenstander een vrije trap.
De bal mag niet verder dan een derde van zijn diameter het convex omhulsel van de robot binnengaan, behalve bij het stoppen van de bal, want dan mag de bal de helft van zijn diameter de robot binnengaan, maar het stoppen van de bal mag niet langer dan één seconde duren. De krachten die de robot op de bal uitoefent bij het dribbelen mogen het rollen van de bal (in zijn natuurlijke richting) niet langer dan één seconde hinderen en slechts over een afstand van hooguit 30 cm. Een speler mag maximaal drie meter ver met de bal dribbelen, daarna moet hij de bal loslaten. Achterwaarts dribbelen mag slechts hooguit twee meter ver.
Bij de aftrap wordt de bal op de middenstip gelegd. Alle spelers moeten in hun helft van het veld blijven staan. Het team dat de aftrap neemt, moet minstens twee meter van de bal verwijderd zijn en het andere team minstens drie meter. De speler die de aftrap neemt, moet bij de bal gaan staan en mag gedeeltelijk op de andere helft van het veld gaan staan. Wanneer de scheidsrechter een signaal geeft, mag de speler die de aftrap neemt de bal wegschoppen (het moet een schop zijn, geen dribbel). Wanneer de bal een halve meter heeft afgelegd, mogen de andere spelers van het team de bal aanraken. De speler die de aftrap neemt, mag niet rechtstreeks scoren: eerst moet een andere speler de bal hebben aangeraakt. Als zeven seconden nadat de scheidsrechter een signaal heeft gegeven de aftrap nog niet genomen is, mogen de tegenstanders ingrijpen en de bal proberen af te nemen.
Bij het ingooien nadat een bal is buitengegaan, wordt de bal op de zijlijn gelegd en een speler moet de bal een schop geven (niet dribbelen). De bal moet minstens een halve meter ver geschopt worden. De andere spelers van het team dat de bal mag ingooien moeten minstens twee meter van de bal verwijderd zijn, het andere team drie meter. Wanneer de speler na zeven seconden de bal nog niet geschopt heeft, mogen de tegenstanders proberen de bal af te nemen.
Bij een doelschop wordt de bal op het dichtstbijzijnde herstartpunt gelegd waar de bal over de achterlijn ging. Eén speler mag de doeltrap nemen, de andere spelers van dat team moeten twee meter van de bal verwijderd zijn, het andere team moet drie meter van het bal verwijderd zijn. De speler krijgt zeven seconden om de bal te schoppen, daarna mogen de tegenstanders de bal proberen af te nemen.
Bij een hoekschop gelden dezelfde regels als bij een doeltrap en ingooien, behalve dat de bal in de hoekschopcirkel wordt gelegd.

### Overtredingen
Een vrije trap wordt aan een team gegeven wanneer een speler van het andere team de bal verkeerd stopt, fout dribbelt, een tegenstander duwt of meer dan tien seconden in het strafschopgebied blijft.
Een penalty wordt gegeven wanneer een duwfout wordt gemaakt in het strafschopgebied. De bal wordt op één meter van de penaltystip gelegd richting de middenstip.
Een gele kaart wordt gegeven bij het blijven overtreden van de regels, onsportief gedrag of botsen met hoge snelheid. Wanneer een speler een tweede gele kaart krijgt, moet hij het spel verlaten. Na twee minuten mag de speler bij de eerstvolgende spelonderbreking het veld weer betreden.
Een rode kaart wordt gegeven wanneer een speler met hoge snelheid botst en zo schade aanricht, wanneer andere spelers in gevaar worden gebracht of wanneer in een team voor een derde keer iemand twee minuten het spel moet verlaten.

## Resultaten
| Jaar | Gastland                   | 1e plaats     | 2e plaats          | 3e plaats                 |
| ---- | -------------------------- | ------------- | ------------------ | ------------------------- |
| 1997 | Nagoya – Japan             | Dreamteam     | Trackies           |                           |
| 1998 | Parijs – Frankrijk         | CS Freiburg   | Tubingen           | Osaka Univ.               |
| 1999 | Stockholm – Zweden         | Sharif CE     | Azzurra Robot Team | CS Freiburg               |
| 2000 | Melbourne – Australië      | CS Freiburg   | Golem Team         | Sharif CE                 |
| 2001 | Seattle – Verenigde Staten | CS Freiburg   | Trackies           | EIGEN                     |
| 2002 | Fukuoka – Japan            | EIGEN         | WinKIT             | Osaka Univ. Trackies 2002 |
| 2003 | Padua – Italië             | Fusion        | WinKIT             | Persia                    |
| 2004 | Lissabon – Portugal        | EIGEN         | WinKIT             | CoPS-Stuttgart            |
| 2005 | Osaka – Japan              | EIGEN         | FU-Fighters        | Philips                   |
| 2006 | Bremen – Duitsland         | Tribots       | CoPS-Stuttgart     |                           |
| 2007 | Atlanta – Verenigde Staten | Tribots       | EIGEN              | CoPS-Stuttgart            |
| 2008 | Suzhou – China             | CAMBADA       | Tech United        | CoPS-Stuttgart            |
| 2009 | Graz – Oostenrijk          | RFC Stuttgart | Tech United        | CAMBADA                   |
| 2010 | Singapore – Singapore      | Water         | Tech United        | CAMBADA                   |
| 2011 | Istanboel – Turkije        | Water         | Tech United        | CAMBADA                   |
| 2012 | Mexico-Stad – Mexico       | Tech United   | MRL                | Water                     |
| 2013 | Eindhoven – Nederland      | Water         | Tech United        | CAMBADA                   |
| 2014 | João Pessoa – Brazilië     | Tech United   | Water              | CAMBADA                   |
| 2015 | Hefei – China              | Water         | Tech United        | ARES                      |